# Giro della Provincia di Reggio Calabria 1957
Il Giro della Provincia di Reggio Calabria 1957, diciottesima edizione della corsa, si svolse il 24 marzo 1957 su un percorso di 269 km, con partenza e arrivo a Reggio Calabria. La vittoria fu appannaggio dell'italiano Gastone Nencini, che completò il percorso in 7h25'20", alla media di 36,243 km/h, precedendo i connazionali Aldo Moser ed Ercole Baldini.

## Ordine d'arrivo (Top 10)
| Pos. | Corridore            | Squadra          | Tempo    |
| ---- | -------------------- | ---------------- | -------- |
| 1    | Gastone Nencini      | Leo-Chlorodont   | 7h25'20" |
| 2    | Aldo Moser           | Leo-Chlorodont   | s.t.     |
| 3    | Ercole Baldini       | Legnano          | a 2'03"  |
| 4    | Giovanni Metra       | Faema-Guerra     | a 3'54"  |
| 5    | Giuseppe Pintarelli  | Leo-Chlorodont   | s.t.     |
| 6    | Mario Mori           | Arbos-Bif-Welter | a 3'57"  |
| 7    | Pierino Baffi        | Arbos-Bif-Welter | a 7'36"  |
| 8    | Giorgio Albani       | Legnano          | s.t.     |
| 9    | Armando Pellegrini   | Faema-Guerra     | s.t.     |
| 10   | Waldemaro Bartolozzi | Legnano          | s.t.     |